# 默爾德埃尼鄉
44°07′N 24°56′E / 44.117°N 24.933°E
默爾德埃尼鄉（羅馬尼亞語：Comuna Măldăeni, Teleorman），是羅馬尼亞的鄉份，位於該國南部，由特列奧爾曼縣負責管轄，面積77平方公里，海拔高度94米，2007年人口4,607，人口密度每平方公里60人。